# Grande Assunção
A Grande Assunção ou Zona Metropolitana de Assunção é a região metropolitana que a cidade capital do Paraguai, Assunção, forma junto com as cidades de sua periferia: San Lorenzo, Fernando de la Mora, Lambaré, Luque, Mariano Roque Alonso, Ñemby, Capiatá, Limpio, San Antonio e Villa Elisa, sem constituir em seu conjunto uma unidade administrativa.
Conta com una superfície de aproximadamente 2.582 km² e possui 2 722 668 de habitantes, sendo que um de cada três paraguaios vive na mesma.
A área se encontra em um acelerado processo de conurbação com outras localidades como Areguá, Villeta, Itá, Guarambaré o Ypacaraí, no departamento Central e outras localizadas na margem oposta do rio Paraguai, como José Falcón e Nanawa. Possui, além disso, uma forte vinculação com a cidade de Clorinda, na Argentina, pelo qual se encaminha a constituir-se numa área metropolitana de caráter transnacional.

## Transportes e comunicações

### Aeroportos
No  distrito de Luque, encontra-se o Aeroporto Internacional Silvio Pettirossi, o mais importante do país.

### Terminais de ônibus
O Terminal de Ônibus de Assunção é um dos terminais de ônibus mais importante do país. Oferece serviços a quase todas as cidades do Paraguai e também a nível Internacional. Entre os destino nacionais mais importantes encontram-se Ciudad del Este, Encarnación, Pedro Juan Caballero, Villarrica, Pilar, San Ignacio, Ayolas, etc. Entre alguns de seus destinos internacionais são São Paulo, Rio de Janeiro, Buenos Aires, Montevidéu, Córdoba, Santiago do Chile, Iquique, Santa Cruz de la Sierra e Brasília.

### Rede viária
A rede viária da área metropolitana está estruturada a partir da rede de rotas nacionais do país, que partem desde Assunção em forma radial, sendo as mais importantes:
- Rota 1

É una da principais rotas do país, a qual comunica a Grande Assunção com a cidade de Encarnación, no sul do Paraguai.
- Rota 2

É a rota que une Assunção com Coronel Oviedo, no departamento de Caaguazú, que posteriormente leva o nome de Rota 7 y termina na Região Metropolitana de Ciudad del Este, a segunda maior área metropolitana do país.
- Rota 3

É a rota que comunica a Grande Assunção com a região nordeste do país. Começa na rotunda da Rota 9 na cidade de Mariano R. Alonso e termina na localidade de Bella Vista, Amambay.
- Rota 9 (Transchaco)

Es la ruta que atravessa o chaco paraguaio, parte especificamente do Jardim Botânico e Zoológico de Assunção e termina 835 km depois, na localidade de Gral. Eugenio A. Garay, cidade fronteiriça com a Bolívia.

## Municípios

Zona Metropolitana de Assunção.

| N° | Distrito                | Departamento     | Área (km2) | População (2020) | Densidade (hab/km2) |
| -- | ----------------------- | ---------------- | ---------- | ---------------- | ------------------- |
| 1  | Assunção                | Distrito Capital | 117        | 521 559          | 4 458               |
| 2  | Luque                   | Central          | 152        | 281 719          | 1 854               |
| 3  | San Lorenzo             | Central          | 56         | 258 919          | 4 623               |
| 4  | Capiatá                 | Central          | 88         | 240 950          | 2 738               |
| 5  | Lambaré                 | Central          | 27         | 182 689          | 6 766               |
| 6  | Fernando de la Mora     | Central          | 20         | 180 186          | 9 009               |
| 7  | Limpio                  | Central          | 110        | 150 566          | 1 369               |
| 8  | Ñemby                   | Central          | 29         | 144 106          | 4 969               |
| 9  | Itauguá                 | Central          | 126        | 112 162          | 890                 |
| 10 | Mariano Roque Alonso    | Central          | 40         | 105 789          | 2 644               |
| 11 | Itá                     | Central          | 182        | 82 032           | 451                 |
| 12 | Villa Elisa             | Central          | 18         | 81 223           | 4 512               |
| 13 | Areguá                  | Central          | 114        | 77 652           | 681                 |
| 14 | San Antonio             | Central          | 23         | 69 976           | 3 042               |
| 15 | Ypané                   | Central          | 53         | 56 793           | 1 071               |
| 16 | Saldívar                | Central          | 32         | 55 055           | 1 720               |
| 17 | Villeta                 | Central          | 868        | 41 235           | 47                  |
| 18 | Guarambaré              | Central          | 30         | 39 084           | 1 303               |
| 19 | Ypacaraí                | Central          | 111        | 28 283           | 255                 |
| 20 | Nueva Italia            | Central          | 386        | 12 690           | 33                  |
|    | Total ―1° Cordão―       |                  | 482        | 1 826 176        | 3 789               |
|    | Total ―1° e 2° Cordão―  |                  | 1 035      | 2 558 438        | 2 472               |
|    | Total ―Grande Assunção― |                  | 2 582      | 2 722 668        | 1 054               |